# قمر-تاش
قمر-تاش (به لاتین: Kamar-Tash) یک منطقهٔ مسکونی در تاجیکستان است که در ولایت سغد واقع شده‌است.